# 真空管

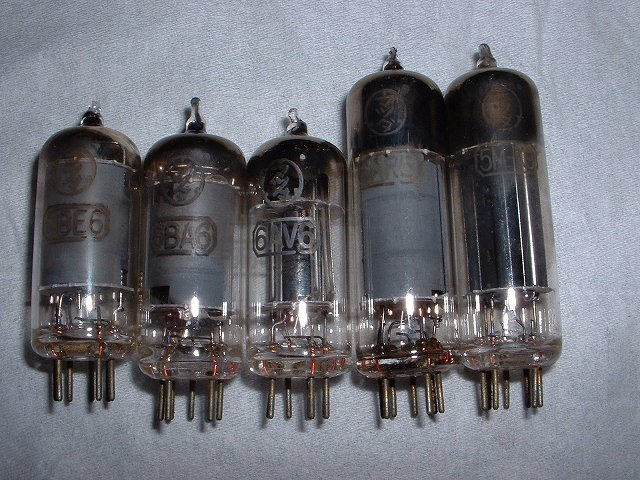
5球スーパーラジオに使われる代表的な真空管（mT管） 左から6BE6、6BA6、6AV6、6AR5、5MK9

真空管（しんくうかん、米: vacuum tube、英: radio valve）とは、内部を高度な真空とし、電極を封入した中空の管（管球）のことである。陰極から陽極に流れる電子流を制御することによって増幅、検波、整流、発振などを行うことができる。
電子管あるいは熱電子管などと呼ばれる。

## 概要
構造としては、一般的にガラスや金属あるいはセラミックスなどで作られた容器内部に複数の電極を配置し、容器内部を真空もしくは低圧とし、少量の貴ガスや水銀などを入れた構造を持つ。
原理や機能としては、電子を放出する電極（陰極）を高温にして熱電子放出効果により、陰極表面から比較的低い電圧により容易に電子を放出させ、この電子を電界や磁界により制御することにより、増幅、検波、整流、発振、変調などができる。
二極管が発明されたイギリスを中心とした欧州で主に、その電極の数により、二極管のことをダイオード、三極管のことをトライオード、四極管のことをテトロード、五極管のことをペントード（以下同様）という。さらに二極管の中でも整流に用いるものを特にレクティファイアと呼ぶこともある。

### 発明、多様化、小型管に対する代替用語の登場
真空の管の構造をした小型管で増幅などを行う素子は、発明当時から真空管（vacuum tube）と呼ばれて発展したが、後になって（真空のガラス管という構造では同じでも）大型管、ブラウン管、マイクロ波管など機能が異なるものや、似た機能を持っているが内部が真空でない放電管などが出現し、これらを電子管（electron tube）と総称するようになり、従来「真空管」と呼ばれた小型管は、受信管（receiving tube）と呼ばれるようになった。
つまり「真空管」という言葉は、古風な用い方としては狭義に、もっぱら小型の真空管を指すが、今では広義に、小型のものに限らず、真空もしくは低圧雰囲気空間における電界や磁界による電子の様々な振る舞いを利用する素子全般を総称する用法もある（蛍光灯などの光源目的としたものを除く）。容器内部を真空もしくは低圧とした陰極線管（ブラウン管など）、プラズマディスプレイ、放射線源管（代表的なものとしてX線管）、放射線検出管（代表的なものとしてGM計数管）なども真空管のひとつである。

### 日本語の略呼法や助数詞
日本語では専門用語で「球（たま）」、あるいは白熱電球と同様に「管球（かんきゅう）」とも呼ばれる。例えば、トランジスタ使用のアンプに対して真空管使用のものを「球（たま）のアンプ」と言う。また、セット（電気回路による装置）に使っている真空管の本数を称して「n球（きゅう）」という言い方をする。例えばAMラジオ受信機の代表的な構成の一つである、真空管を5本使用したスーパーヘテロダイン受信機を「5球スーパー」と呼ぶ。なお、単に数えるとき（たとえば部品在庫数）の助数詞は「本（ほん）」。いっぽう、真空管の代替として発明されたトランジスタなどの半導体素子は専門用語で「石（いし）」と呼ぶことがあり、回路での使用数をあらわす助数詞は「石（せき）」が用いられた（単に数えるときには「個（こ）」）。

### 利用の減少および現在も続く特殊目的での利用
21世紀では、一般的な電気電子回路において汎用的（整流、変調、検波、増幅など）に用いる目的の素子としては、多くが半導体素子に置き換えられ、真空管はその役割をほぼ終えているが、半導体では実現が難しい高周波/大電力を扱う特殊な用途での増幅素子として現在でも使われており、日本でも放送局用、また防衛省向けとして製造されている。またオーディオアンプや楽器用アンプなどでは、現在も真空管による増幅回路がしばしば用いられるため、それらの用途のための真空管が現在も製造されている。
一方、特殊な真空管の一種であるマグネトロンは、強力なマイクロ波の発生源として、電子レンジやレーダーなどに使われ、現在でも大量生産されている。テレビ受像機などに用いるブラウン管も広義の真空管であり世界で量産されているが、薄型テレビへの移行から減少傾向にあり日本国内での生産はオシロスコープなどの測定機などを除き終了している。
他にも、X線を発生させるX線管や、高精度光計測に用いる光電子増倍管、核融合装置のマイクロ波発生源など、真空管は高度で先端的な用途に21世紀現在も使われている。プラズマディスプレイや蛍光表示管 (VFD) などには、長年に渡り蓄積された関連技術が継承されている。東日本大震災で事故を起こした福島第一原発の現場では、真空管はトランジスタより放射線の影響を受けにくい性質を利用して、人が安全に立ち入ることが困難な場所における現状確認と廃炉作業のためのロボットに搭載するカメラなどに真空管を用いる事が予定されている。また、MOS型FETやバイポーラトランジスタと真空管の構造をあわせ持つ真空チャネルトランジスタの実用化も徐々に現実味を帯びつつあり、デジタル回路の高速化のほか、高速動作を生かしたテラヘルツ波の送受信回路、そして真空管同様に放射線(宇宙線)の影響を受けにくいことを生かした人工衛星への利用も期待されている。

## 歴史
エジソンが白熱電球の実験中に発見したエジソン効果（1884年）が端緒となり、その後フレミングが発明（1904年）した素子が二極真空管（二極管）で、三極真空管（三極管）は、リー・ド・フォレストが発明（1906年）した。
既に白熱電球の製造技術があり、リー・ド・フォレストの真空管はウェスタン・エレクトリック社でもリー・ド・フォレストの特許のもとに生産に移され、1914年 には三極管は電話回線のリピーター回路に汎用されタイプM (101A) が製造された。1915年のバージニア、アーリントン間の大陸横断電話回線の実験においては、550本の真空管が使われたとされている。使われた真空管はタイプL、タイプW、タイプSであった。アメリカ軍ではフレミングバルブを使っていたこともありフランス製の通信機を使っていたが、第一次世界大戦末期フランスからのRチューブの供給が滞るようになり、急遽、タイプJ (203A) から耐震構造化した受信機用検波増幅管であるVT-1が、タイプL (101B) を元にタイプKの後継管として送信機用5W型発振変調管であるタイプE (VT-2) が製造された。1929年には5極管 (UY-247) が登場し、1935年に画期的なメタルビーム管（6L6）が登場、これにより基本となる真空管技術が完成した。初期のコンピュータには大量の真空管が使用され、寿命の揃った真空管を大量に調達するのが製作上の難関のひとつだった。例としてENIAC（1946年）には17468本が使われている。
しかし、
- 原理的に熱電子源（フィラメント・ヒーター（英語版））が必要なので消費電力が大きく、発熱する。
- フィラメントやヒータを有するため寿命が短い（数千時間程度）。
- 真空管そのものや、これを用いる機器の小型化や耐震性に問題がある。

などの欠点があった。トランジスタが発明され1960年代以降には生産歩留まりが高まって安価になると、放送、通信分野の機器においては、次第にトランジスタに取って代わられることとなった。その結果、主回路に真空管を使用したテレビ受像機やラジオ受信機は、1970年代に入ると生産が中止された。なお直接的な欠点ではないが、トランジスタではコンプリメンタリの素子が得られるという特長があるが、真空管では原理上単一の極性のものしか得られないことも理由の一つであった。
電子回路に半導体が広く使われるようになった1970年代においても、高出力電波送信というような用途では真空管が主に使われていた。1976年に起きた「ベレンコ中尉亡命事件」のMiG-25の機体検証で、搭載電子機器類に真空管が使用されており話題となった。

## 形態
容器にはおおむね6つの形態がある。

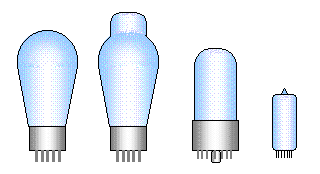
真空管の形状（左からナス管、ST管、GT管、mT管）

- ナス管（1930年代まで）: 茄子（ナス）形[13]のガラス管。S管とも呼ばれる[14]。
- ST管（1930年代 - 1950年代）: だるま形[13]のガラス管で、「ダルマ管」とも呼ばれる[14]。
- GT管（1940年代 - 1950年代）
- mT（ミニチュアあるいはミニアチュア）管（1950年代 - 末期）
- サブミニチュア（サブミニアチュア）管（1960年代 - 末期）: 1941年にRCA社で補聴器用に開発、1942年に試作・量産開始された近接信管に使用された）
- ニュービスタ[注釈 11]管（1960年代 - 末期）

この他に外装を金属としたメタル管がある。メタル管は金属の筒で覆われているため、外から内部を見ることはできず、放熱効率を高めるため一般的に黒く塗装されている。メタル管は大文字を使いMT管と表記することがある。これはミニチュア管と区別するためである。
mT管以降の小型真空管は、機器単体に多くの真空管を利用するようになり、その小型化、多様化需要によって主力となったものである。
ただ、小型の真空管そのものは真空管実用化の初期にはすでに作られており、1919年頃には「ピーナッツ・チューブ」と呼ばれる、mT管よりも若干大きめの真空管、WE-215Aが登場している。しかしこれは初期の真空管の使用が電池（蓄電池や乾電池）に頼っていたことから、その主な目的は節電であり、WE-215Aなどは「経済管」とも呼ばれていた。
発熱する真空管では無理な小型化は望ましいものではなく（激しい温度変化による材料の大きな膨張伸縮により、特に電極部に損傷が生じやすく、この部分からの外気侵入が問題となる）、その後間もなく電灯が普及し、電灯線（交流電源）による使用が一般化したことから、メタル管が登場した1935年以降、一部の目的を除き、民需には主にST管、軍需には主にメタル管という状態になった。
真空管はRCA社のメタル管により技術的にほぼ完成されたものとなったが、メタル管は軍需により開発されたものであり、コスト高であった。そこで低コストでメタル管に劣らない諸特性を持つものとしてGT管が考案され、主に民需用として用いられた。 GT管は米国ではかなり普及したが、日本では太平洋戦争の影響と特許の関係であまり生産されず、戦後、ST管から直接、mT管へとその需要が移行した。
第二次世界大戦後の本格的な需要により、真空管本体とピンを一体としたmT管が主力となり、世界各国で広く生産された。その後、ピンを廃してリード線をそのまま真空管本体から引き出すことにより、さらに小型化したサブミニチュア管が作られた。
そしてトランジスタとの市場競争となった末期のニュービスタ管は、プリント基板に搭載して使用する目的のため、当時のトランジスタと同じ程度の大きさまで小型化が進められた。
なお、現在も生産が続けられているオーディオ用真空管（後述）などでは、オリジナルのものはメタル管やGT管であっても、ガラス管部がST管形状となっているものなどもある。

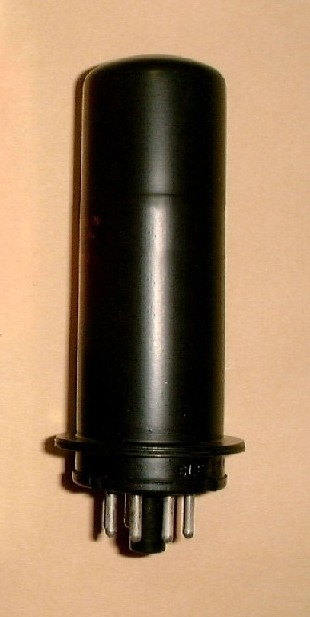
メタル管 (RCA 6L6)
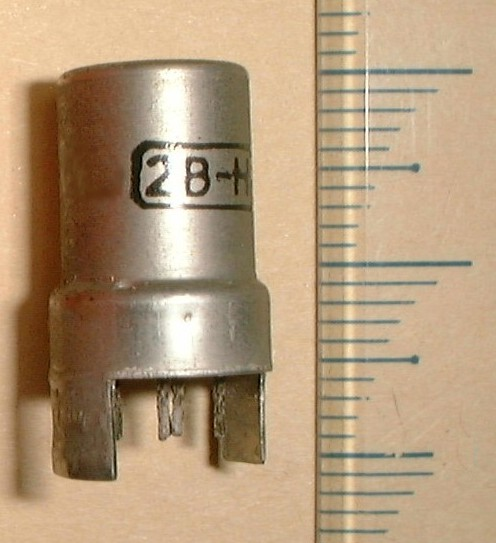
ニュービスタ管
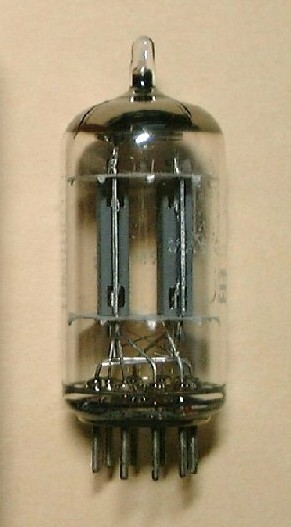
ミニチュア管（複合管、2個のプレートが見える）
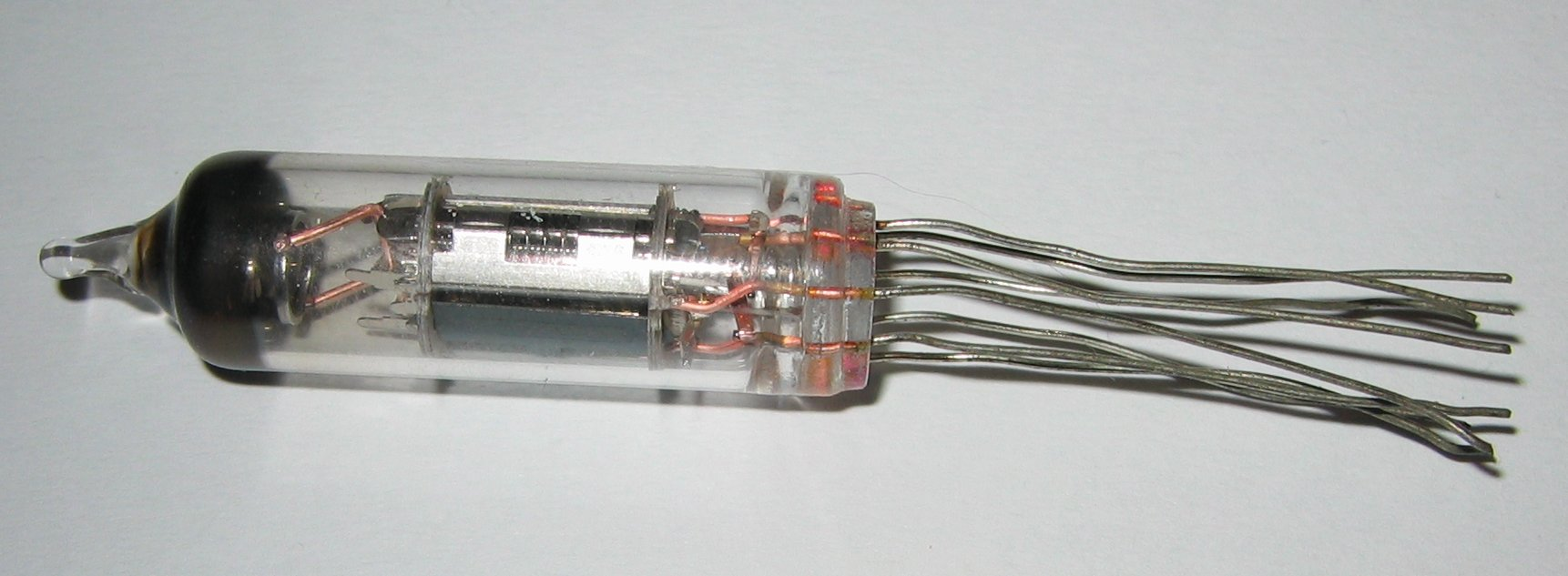
サブミニチュア管

### 複合管
1本の容器に複数本分の機能を封入した、複合管（双三極管・三極五極管など）と呼ばれる製品もある。

## 特徴
真空管の役割は21世紀になってほぼ終焉しているが、高周波大電力（10GHz・1kW以上）の用途では2013年現在でも真空管が用いられている。トランジスタなど半導体と比較した主な特長・長所は次の通りである。
- キャリアが自由空間中の電子であるため、キャリア移動度が高い。
- 強電界が加えられるのが真空中であるため、構造によっては高い耐電圧を確保できる。
- 構造が単純で、絶縁破壊等による不可逆的な損傷が少ない（ごく短時間なら定格を多少超えても破損しにくい）。この特徴を利用して、軍事設備などでEMP攻撃による過負荷が予想される箇所に半導体の代わりに真空管を使うことがある。

一方で、短所は次の通りである。
- 消費電力が大きい（特に内部のフィラメントやヒータ）。
- 寿命が短い（通常の製品で1000時間程度、特に内部のフィラメントやヒータ。寿命が尽きて従来の性能が出なくなることを俗に「ボケる」と呼ぶ）。
- コストが高い（素子単価が高い）。
- 機械的な振動や衝撃に弱い。
- 大型である。

## 動作原理

### 電極構造と動作

#### 二極真空管による整流作用

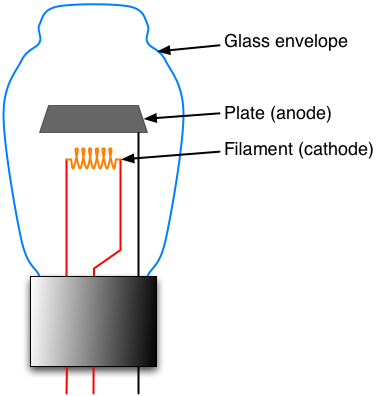
二極真空管の模式図

二極真空管（二極管）はガラス管の中に、フィラメント（電気抵抗の比較的大きい電線で、両端を外部に引き出してある）と、フィラメントに向き合う板状の電極（アノード、形状からプレートと呼ぶ）を封入したものである。
真空中でフィラメント電極（陰極、カソード）に電流を流すと加熱され、熱電子が放出される。このとき、フィラメントを基準にしてプレート（陽極、アノード）側に正電圧を与えると、放出された熱電子は正電荷に引かれ陽極に向かって飛ぶ。この結果フィラメントからプレートに向けて電子の流れが生じる。すなわち、プレートからフィラメントに向かって電流が流れることになる。また、プレートに負電圧を与えると熱電子は負電荷に反発してプレートには達しない。従って、二極管はプレートからフィラメントに向かう電流のみ通すことになり、整流効果が得られる。
模式図では電極を並列に書いてあるが、実際の製品ではフィラメントを取り囲むような、筒状のプレートをもった構造が普通である。
二極真空管はダイオードと呼ばれたが、今日では同じ機能を持った半導体素子を「半導体ダイオード」、あるいは単にダイオードと呼ぶのが普通である。電源整流用のものはプレート電流が大きく、発熱も大きくなることから寿命が短いことが多い。機器により、立ち上がり時間、突入電流の問題はあるが、半導体のダイオードに置き換えることが可能なため、自作アンプや真空管ラジオの補修等で、整流管のみ半導体に置き換えることも行われている。
自動車用電球には前照灯や制動灯のようにダブルフィラメントのものがある。このうちの一方のフィラメントのみが切れた状態のものは、残ったフィラメントをヒーター、切れたほうの電極をプレートと見れば二極真空管と同等の構造を有していることとなる。内部に不活性ガスが封入され真空でないものはうまくいかないが、ガス圧が極めて低いものはフィラメントに適当な電流を流して整流作用を観察できる場合がある。

#### 三極真空管による増幅作用

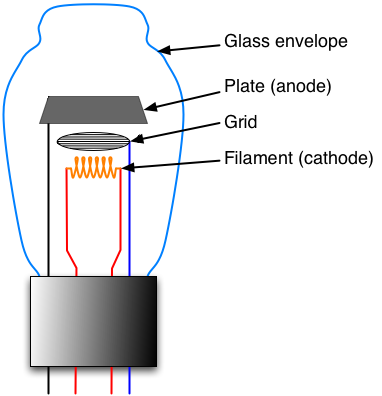
三極真空管の模式図

二極管のフィラメント（陰極）とプレート（陽極）の間に粗い網状の電極（形状からグリッドと呼ぶ）を配置する。この三極真空管におけるグリッドは、陰極に対するその電位を変化させることによって、陰極-陽極間の加速電界を増強または抑制させる役割を持っている。二極管と同様に、プレートに対して正電圧が加えられると、陰極から放出された熱電子がプレートに到達する。そのとき一部の熱電子はグリッドに引き込まれるが、それ以外の多くの電子はグリッドを通り抜け加速される。以上により、グリッドに与える電圧の変化（入力信号）を、プレートから電流の変化（出力信号）として取り出すことで、信号の増幅が可能になる。

#### 四極真空管、五極真空管
三極真空管の増幅率を高めるには、グリッドを細かくして多くの電子を捕捉したり、グリッドをカソードに接近させて電子の軌道への影響を大きくしたりする方法が考えられる。いずれも高いプレート電圧が必要となるため、低いプレート電圧で用いるにはグリッドとプレートの間に第二グリッド（スクリーングリッド）を設け、正電圧を加える。これを四極真空管と呼ぶ。第二グリッドはプレートとグリッド間を静電遮蔽し、浮遊容量を小さくする作用もある。
しかし、四極真空管は安定に動作しないことが多い。それはカソードからプレートに到達し、プレートから反射放出された二次電子が第二グリッドに吸収されて電位が変化し、全体の増幅特性に影響するためである。その問題を解決するため、第二グリッドとプレートの間に第三グリッド（サプレッサグリッド）を設け、カソードまたはアースに接続したものを五極真空管と呼ぶ。プレートから反射放出された電子は第三グリッドによって再度反発されるため、二次電子の影響が殆ど無い安定な動作が可能となる。
また、四極真空管の第一グリッドと第二グリッドの位置を、電子が一点に収束するよう調整することでも、二次電子の影響を減少させることができる。これをビーム真空管と呼び、高効率の動作が可能なため電力増幅に多く用いられる（但し、動作時のプレート電流が少ない場合には二次電子の影響が少なからず存在し、特性の暴れが避けられない）。

### ビーム四極管
ビーム四極管（または「ビームパワー管」）は、カソードからの電子流を複数の部分的な平行ビームに形成し、アノードとスクリーングリッドの間に低電位の空間電荷領域を生成し、アノード電位がスクリーングリッドの電位より低い場合にアノードからの二次放出電子をアノードに戻す。一部の円筒対称ビーム四極管では、カソードが、コントロールグリッドの開口部と一直線に並んだ狭いストリップ状の発光材料で形成されており、コントロールグリッド電流を低減している。この設計は、高出力・高効率パワー管の設計における実用上の障壁のいくつかを克服するのに役立っている。 メーカーのデータシートでは、ビーム四極管の代わりにビーム五極管やビームパワー五極管という用語がしばしば使用され、ビーム形成プレートを示すグラフィック・シンボルの代わりに五極管のグラフィック・シンボルが使用されている。ビーム・パワー管は、同等のパワー五極管よりも長い負荷線、より少ないスクリーン電流、より高いトランスコンダクタンス、より低い第3高調波歪みという利点を提供する。ビーム四極管は、オーディオの音質を改善するために三極管として接続することができるが、三極管モードでは出力が大幅に低下する。

### 陰極加熱方法
陰極の加熱方法について分類した呼び名に直熱管と傍熱管がある。傍熱管のほうが長所が多く、傍熱管の発明以降は一般的に傍熱管が広く用いられた。
直熱管
- フィラメントと陰極（カソード）を兼用した電子管。
- フィラメント表面から熱電子が放出される。
- 熱電子放出効率はフィラメント材料により決まる。
- フィラメントに通電すると、ガラス管の場合、フィラメントが光る様子が容易に観察できる。
- 傍熱管に比べ、電源投入から動作開始までの予熱時間が短い。
- 陰極の直流電位はフィラメント電源の直流電位と同電位であり、回路設計上の制約となる。
- フィラメント電源が交流電源の場合、出力に商用電源周波数のノイズが現れる。オーディオ回路では、このハムノイズを減少させるためフィラメント回路に並列に低抵抗値の可変抵抗器をつなぎ、摺動端子をグラウンドに落として陰極電位を調整するハム・バランサを用いることがある。

傍熱管
- 筒状の金属管を陰極（カソード）とし、その内側にカソードと絶縁した加熱用の電線（ヒーター）を内蔵する電子管。
- ヒーターで熱せられたカソードの表面から熱電子が放出される。
- カソード材質の選択自由度が生まれた結果、効率的に熱電子を放出できるようになった。
- ヒーターに通電すると、ガラス管の場合、カソードの端部中心からヒーターが暗赤色に光る様子が観察できるが直熱管の場合ほど明るくない。
- 直熱管に比べ、電源投入から動作開始までの予熱時間が長い。
- 陰極（カソード）とヒーター回路が分離されているので、陰極（カソード）の直流電位に対する自由度が大きくなり、回路設計の自由度を増すことができる。
- ヒータ電源が交流電源の場合でも、出力には直熱管ほどハムノイズは出ない。

## 代表的な真空管
- 整流用二極管 : 12F(K)、81、35W4、25M-K15、5M-K9、19A3、5G-K3、80BK、80HK、36AM3、35Z5
- 整流用双二極管 : 80、5Z3、5AR4、5U4G(B)、6X4、5Y3、83、82、5G-K18、5G-K20、5G-K22
- 検波用双二極管 : 6AL5
- マジックアイ : 6E5、6M-E5、6M-E10、1629、1N3、1H3
- 電圧増幅用三極管 : 6C4、76、6J5、6C5、6J4、WE101D、102D、104D、3A/167M
- 検波用二極電圧増幅用三極管 : 75、6Z-DH3、6Z-DH3A
- 検波用双二極電圧増幅用三極管 : 6AT6、6AV6、6BF6、6SQ7、6SR7
- 電圧増幅用双三極管 : 12AX7、12AU7、12AT7、12BH7A、6DJ8、6SN7、6SL7、6240G、12R-LL3、12R-HH14、5678、6350、6414、30MC、109C、3A5
- 電力増幅用三極管 : 10、12A、71A、45、VT-52、2A3、6B4G、WE300B、211、845、8045G、6(50)C-A10、VT-25(A)、VT-62、PX4、PX25(A)、WE275A、50、801A、R120、Ed、EbⅢ、AD1、6G-A4
- 電力増幅用双三極管 : 6336A、6080、5998(A)、6528、6AS7、6C33CB、3C33、19、6BX7
- 電力増幅用ビーム管 : UY-807、KT66、KT88、6550(A)、6L6、6V6、6AQ5、1619、12A6
- 電圧増幅用五極管 : 6C6、6D6、6SH7、6SJ7、6SK7、6AU6、6BA6、6BD6、6267、WE310A
- 電力増幅用五極管 : 6CA7、6BQ5、6AR5、42、30A5、50C5、6K6、6F6、7189(A)、35C5、35(50)EH5、30M-P23、32ET5、34GD5、45M-P21、35(50)L6、47
- 周波数変換用七極管 : 6SA7、6BE6、6WC5、6A7、1R5、18FX6
- 電圧増幅用三極五極管など : 6U8(LD611)、6BL8、6AN8、6GH8(A)、6EA8、6R-HV1、6R-DHV1、6R-DHV2
- 電圧増幅用三極電力増幅用五極管 : 6BM8、6(14)GW8、6R-HP2、8R-LP1、18GV8
- 送信用三極管 : 3-500Z、3-1000Z、T-307、800、808、830B
- 送信用四極管 : 4CX250B
- 送信用五極管 : 6146B、S2001(A)、S2002、S2003、813

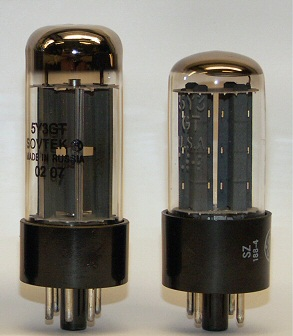
5Y3
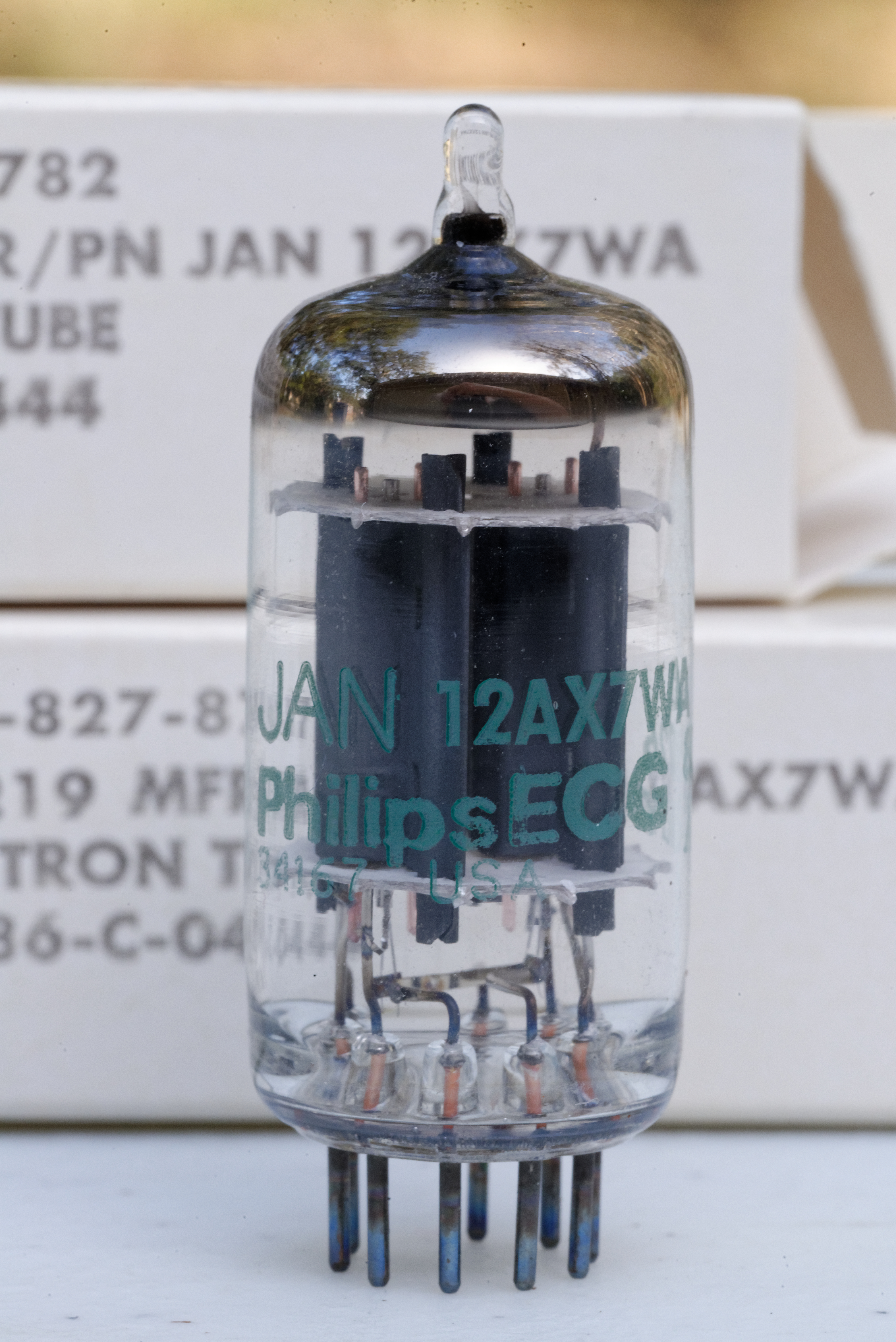
12AX7 Philips製
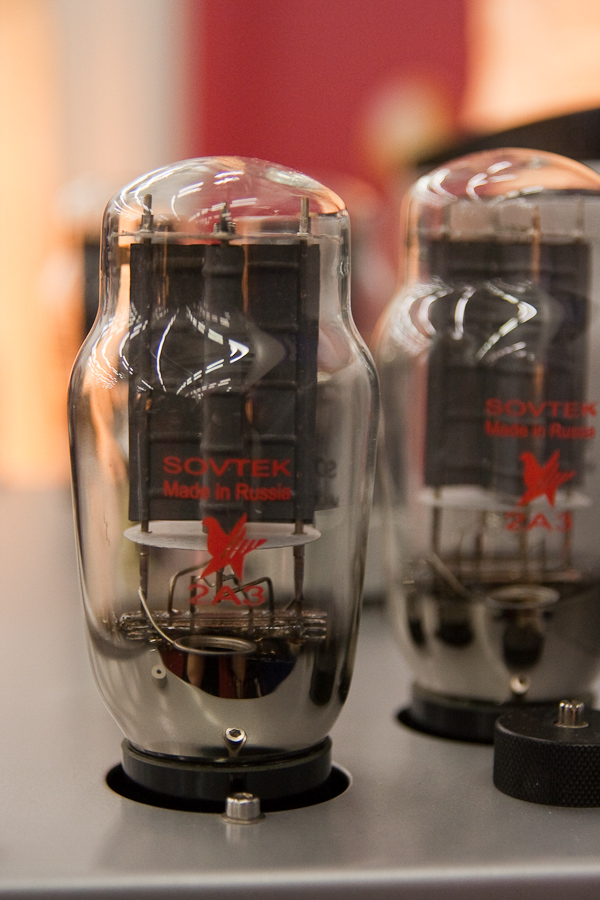
2A3 Sovtek製
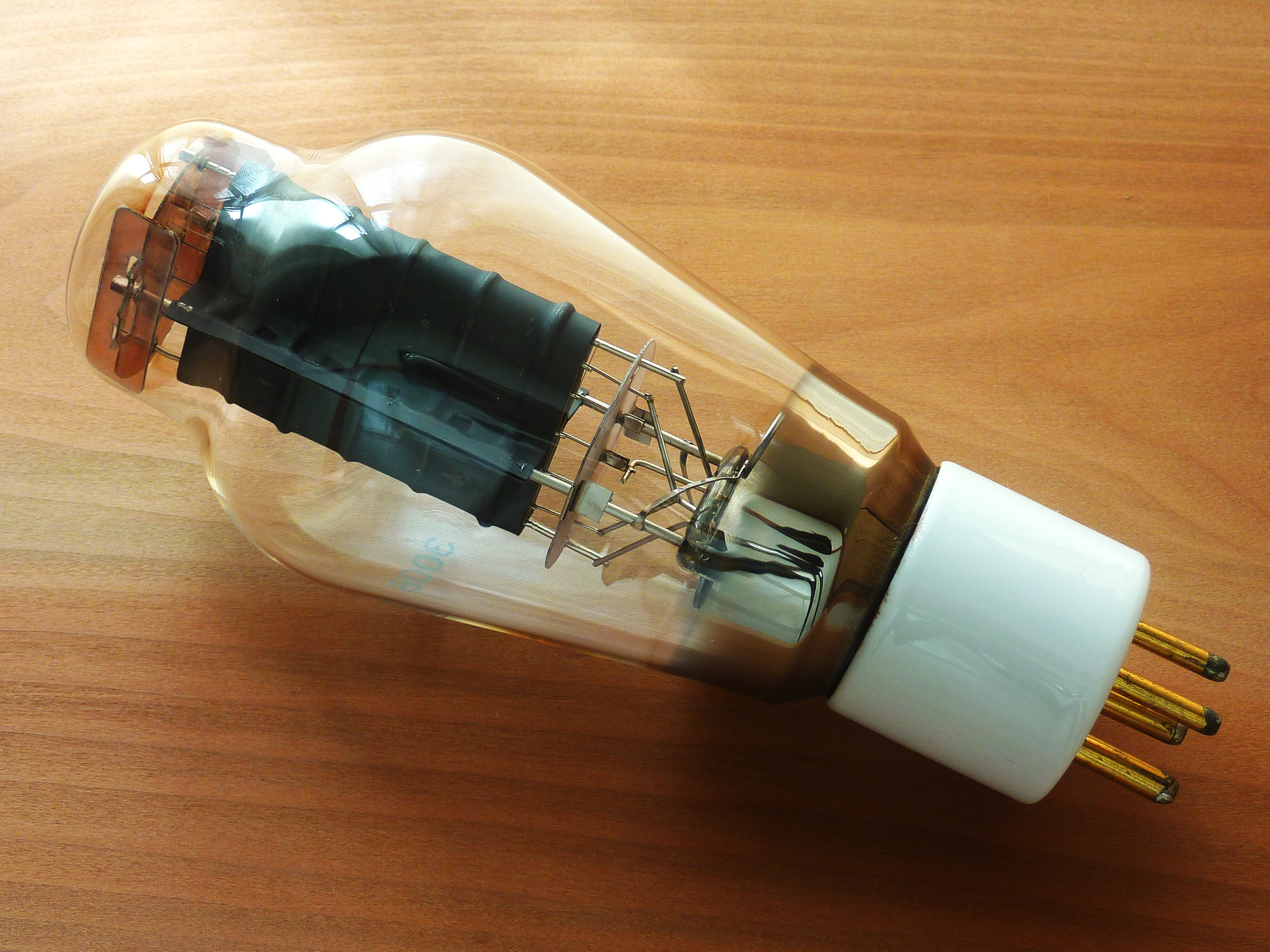
300B Shuguang製
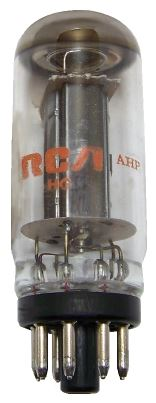
6V6 RCA製
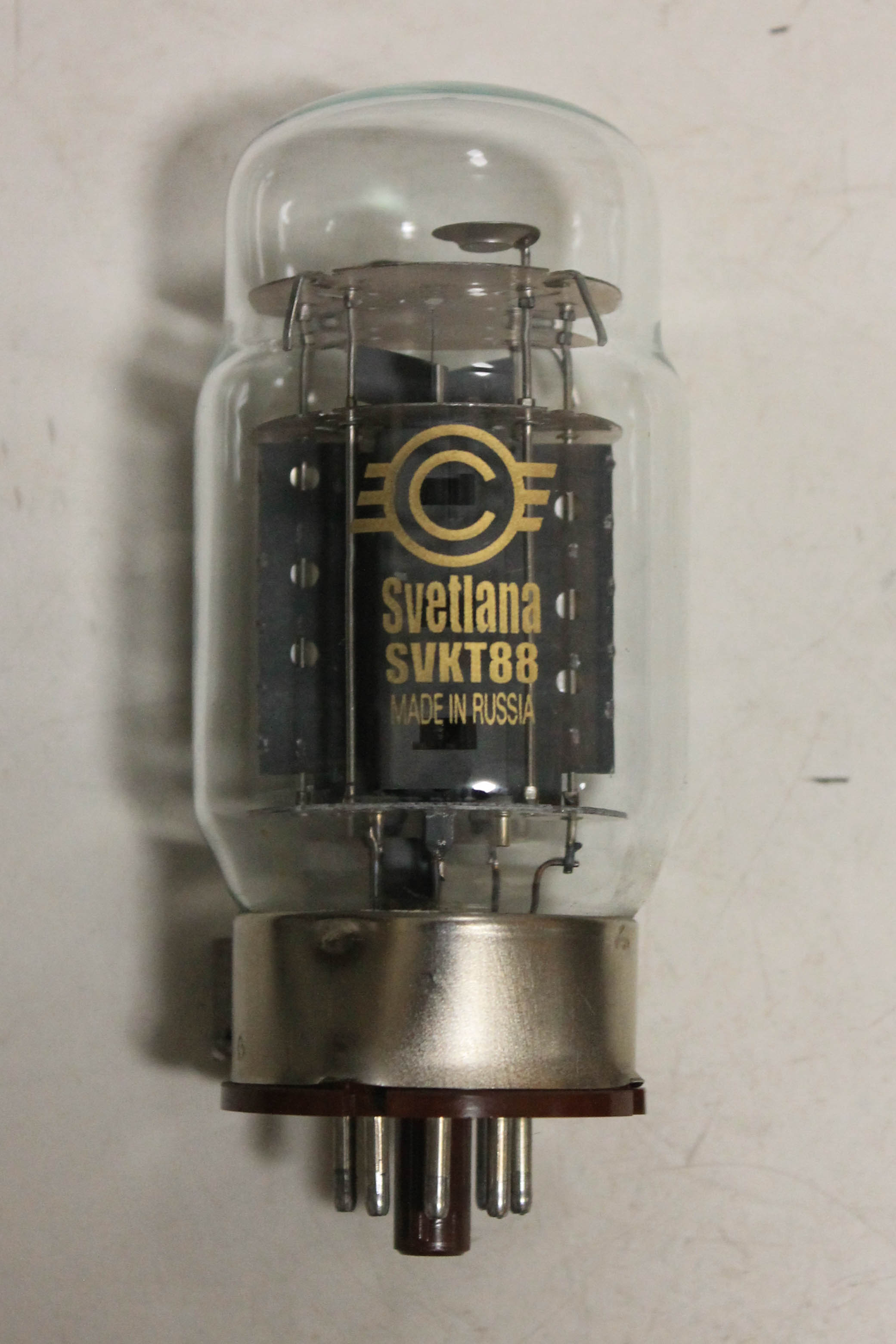
KT88 Svetlana製
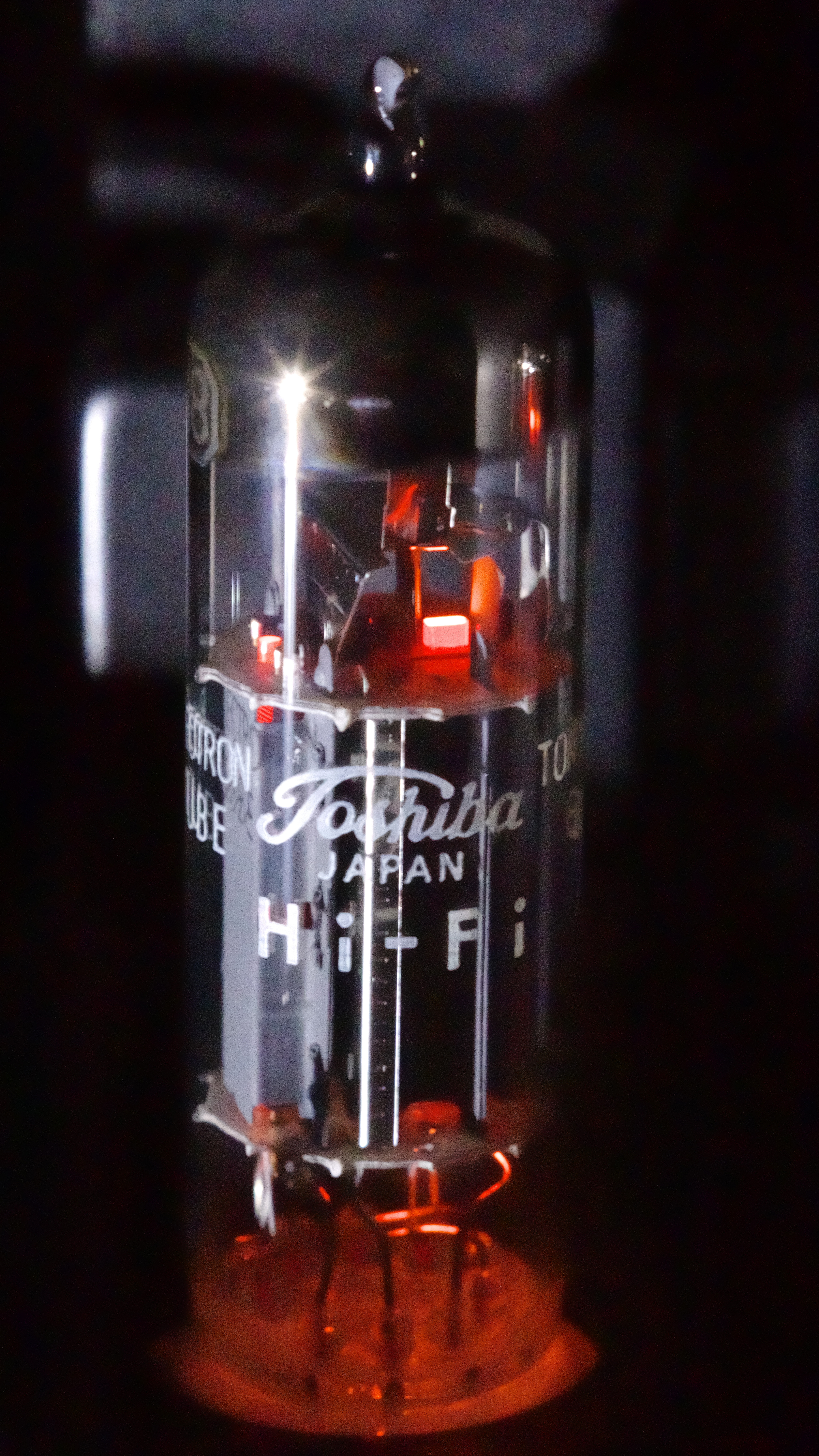
6BM8 東芝製

## 電源

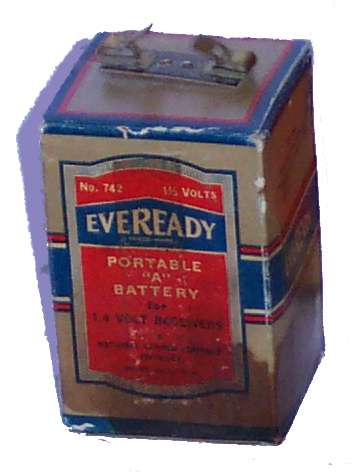
A電池

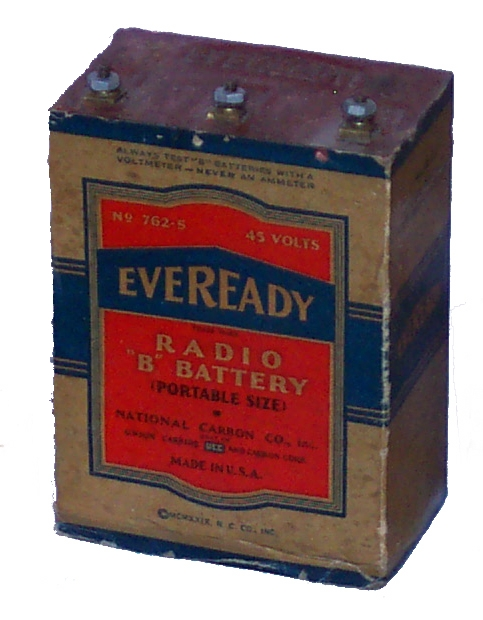
B電池

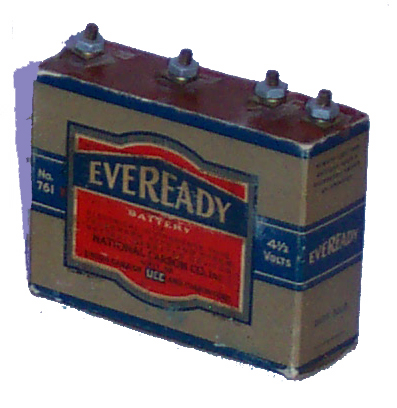
C電池

真空管はその原理上、プレート、カソード間にどうしても高い直流電圧を必要とする。この高い電圧の直流を供給する電源のことをB電源という。一方、ヒーターなどには低い電圧を必要とする。この低い電圧の直流を供給する電源のことをA電源という。また、特に電力増幅用の終段管のグリッド電圧をカソードに対して負に保つために共有するバイアス用電源（カソードに抵抗器を入れた自己バイアス回路では不要）をC電源という。
A、Bと大別する電源の呼称は、回路上の直流電源系統分け、すなわち低圧をA系統、高圧をB系統とすることからきており、「ラジオ・ニュース」誌1926年11月号において、既にその統一が見られる。なお、初期の真空管は全て直流電源により動作させるものであったが、後にそのヒーターについては、低圧の交流でもそのまま用いることのできる傍熱型に改良された真空管が登場し、広く交流により動作させるようになったことから、ヒーターを動作させるための低圧の交流もしくは直流を供給する電源のことを、ヒーター電源と別呼するようになった。なお真空管の欠点の一つには、ヒーター（フィラメント）の寿命や、特に電力増幅用真空管ではヒーター電流を多く必要とすることがあり、1970年代頃までの真空管を用いたアマチュア無線用無線機等に、機器全体を動作させる「POWER（電源）」とは別に「HEATER（ヒーター）」表示のある電源スイッチが設けられていたものがあったのはこのためである。このスイッチを入れておかないと、真空管に通電されないので受信部分は動作しても送信が出来ない。
ラジオ放送が開始され、その初期の家庭用真空管受信機は、電灯の普及が十分でなかったことから、B電源用に多くの蓄電池や乾電池を直列につないで用いていた。その後まもなく交流配電の普及に伴い、電灯線から得られる電力を変圧器（トランス）により昇圧、機器内部で2極真空管により整流して用いることができるようになり、電灯線から電力を得る、固定して用いる機器でのB電源の問題は解決した。
しかしラジオ受信機などにおいては、その携帯可能なものが早くから望まれており、比較的低い電圧で動作する真空管が開発された。その後、携帯機器への使用のため、電池での使用を前提とした小型・省電力の「電池管」が開発され、これを用いた携帯機器が開発されると、そのB電源用として67.5Vや45Vの乾電池が使用されるようになった。これをB電池と呼んでいた。90年代までFDKが製造していたが、衰退に伴い日本国内からは姿を消した。日本国外ではエバレディ等では現在も生産されているが、日本国内での入手は困難でかつ高価である。現在アマチュアではトランジスタラジオ用の006P電池 (9V) や3Vのリチウム電池を複数個使用して代用しているのが散見される。学研の大人の科学ではB電池に006P電池を5個使用し45Vにしていた。A電池、C電池は1.5Vから6Vが多く、一般の単1型や単2型が使用されていた。
なお、この67.5Vという電圧であるが、電池管の規格とは別に、1926年にクライド・フィッチにより発表された「battery coupled audio amplifier（バッテリー付き音響増幅器）」において、プレート用電源として67.5Vの電池使用の記載がある。
第二次世界大戦中、特に日本では金属材料が不足し、いわば銅と鉄の塊であるトランスは貴重な軍需物資となり、トランスを用いない回路（トランスレス方式）が使われるようになった。これは、使用真空管のヒーターを同一の特性を持つものとして直列に接続、合計電圧を電灯線電圧 (100V) に合うようにして電灯線に直結、さらに電灯線の100ボルトを直接整流（主に倍電圧整流）してB電源を得る方式である。絶縁相と中性相の接続が逆の状態で金属シャシ部分にうっかり触れると感電する、またヒーターの特性にばらつきがあると、均等分圧されないことからヒーター寿命が短くなるといった欠点があるが、戦後は真空管の品質向上に伴い、今度は主に小型・軽量化を目的として、末期（1950年代後半）の家庭用ラジオ受信機などに多く用いられた。

## オーディオ・楽器用アンプ

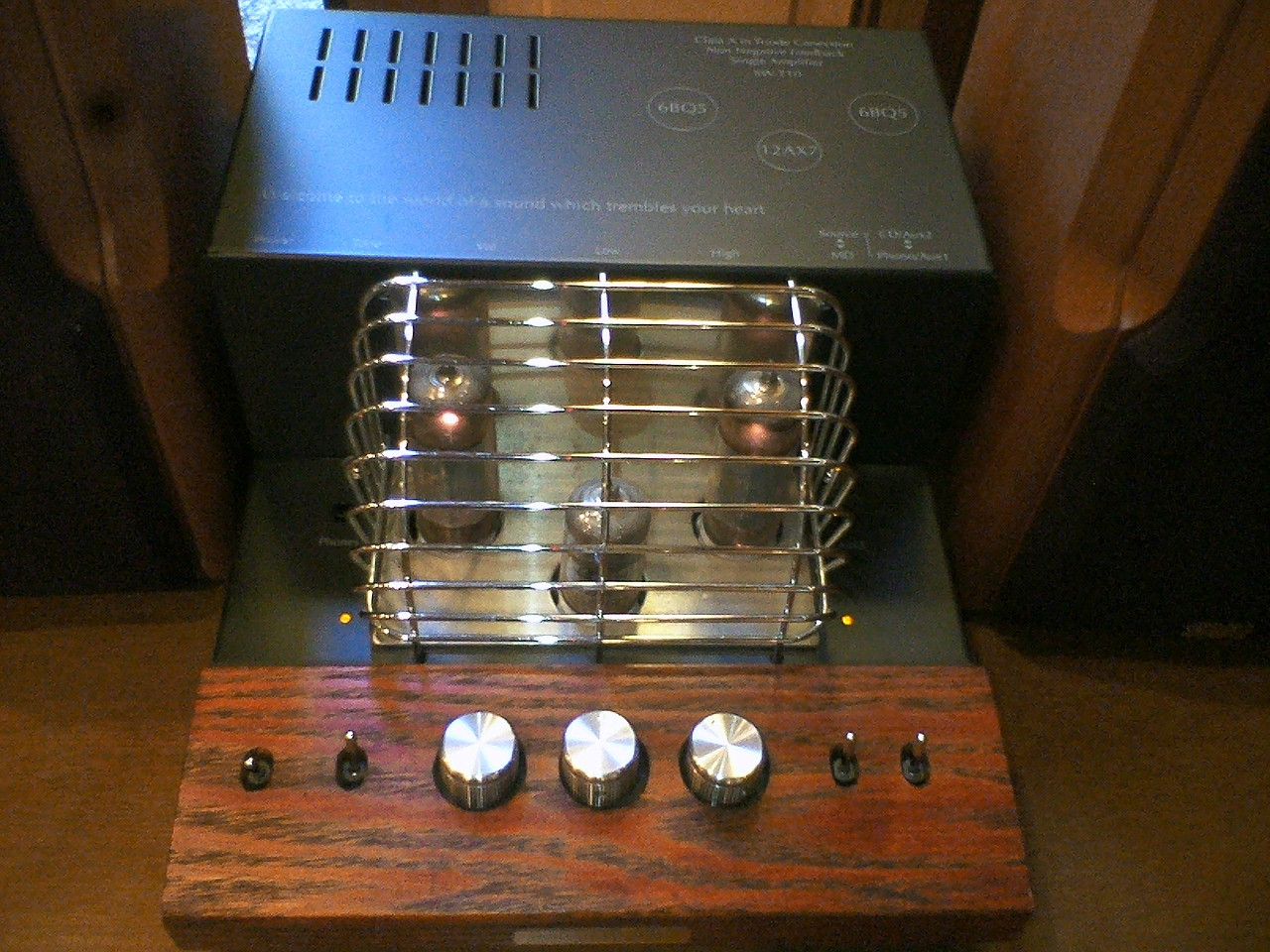
SOUND WARRIOR SW-10 真空管アンプ

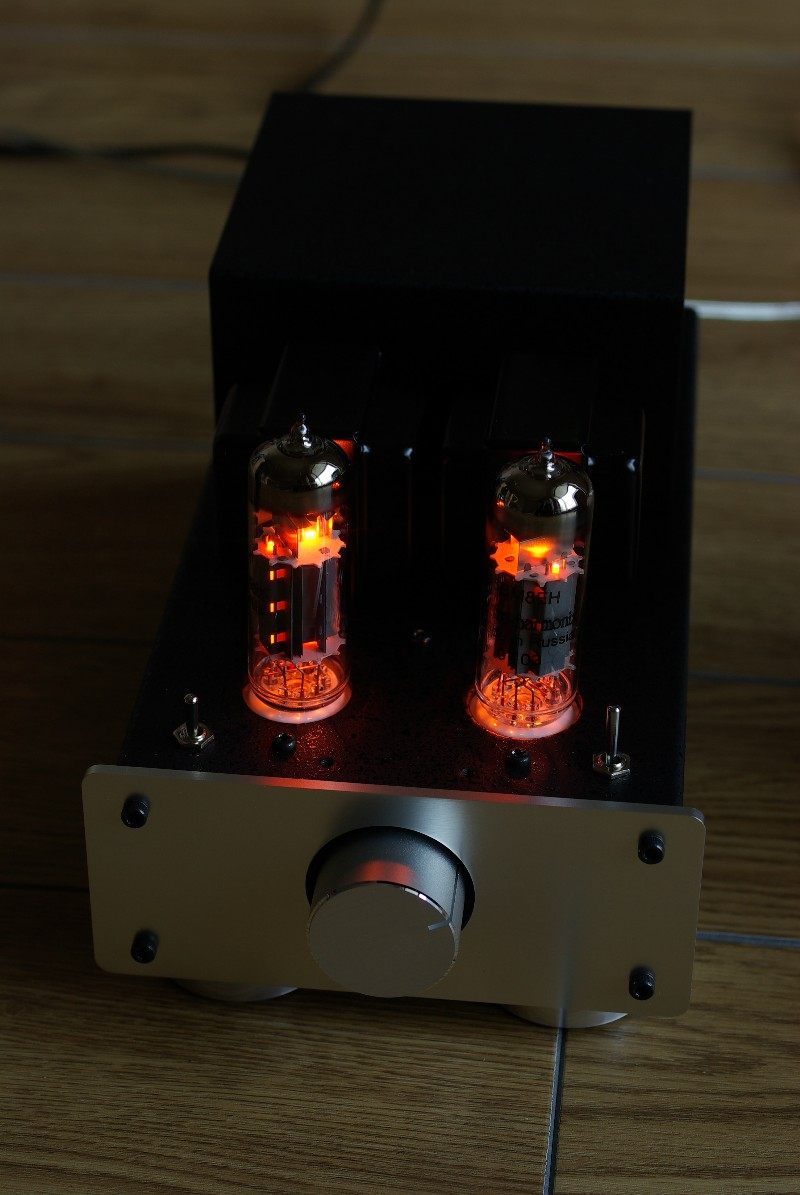
MT管使用のパワーアンプの一例、イーケイジャパン社製TU-870。使用真空管はエレクトロ・ハーモニックス社製6BM8。

オーディオマニアの機器や、歪みも音作りの一部として取り入れる楽器用アンプでは、今日でも比較的多く真空管が使用される。オーディオ用真空管は、電蓄（電気式蓄音機）の需要により、1927年に開発された出力管UX-250(´50)に端を発する（ギター・アンプ用真空管も参照）。
真空管を用いたアンプの音を「よい」と感じる原因には諸説ある。その中でかつて最も有力だった説は、真空管が倍音（高調波歪み）の奇数倍の周波数である「奇数次高調波歪み」を低減するという主張である。その主張によると、奇数次高調波歪みが減った結果、相対的に偶数倍の周波数の「偶数次高調波歪み」が増える。偶数次高調波歪みは楽器や自然界の音に多く含まれる周波数で、その偶数次高調波歪みが多いと、音は人の耳には自然に、あるいは生々しく聞こえる。一方、奇数次高調波歪みは人の耳には不快または金属的に聞こえる周波数で、トランジスタアンプの音にはその奇数倍周波数が真空管アンプの音よりも多く含まれている。そのため「真空管アンプはよい音を出す」、というのが愛好家の弁である。ただし、現在のトランジスタアンプやデジタルアンプは歪率の絶対値自体が真空管アンプよりも遥かに小さく、また真空管アンプでもプッシュプル回路とすれば奇数次歪みの方が優勢となるため「真空管式プッシュプルアンプはよい音を出す」ことの説明にはなり得ない。そもそも音の好みは十人十色であり、それは真空管アンプの音に関しても例外ではなく、トランジスタアンプやデジタルアンプの愛好家からは逆に悪い音との評価を受けることも珍しくない。
一般的なアンプの特性評価項目である、矩形波応答特性や歪率、周波数応答特性などで、明らかにトランジスタアンプやデジタルアンプのほうが優れている場合でも、聴き比べると「よい」と感じる愛好家も多い。このようにヒトの持つ聴覚特性と個人の嗜好に拠るところの大きいオーディオ・アンプは、21世紀においてもオーディオ用真空管を用いるほうがトランジスタを用いるよりも簡単な構造で「好みの音」を得られる場合があり、自作オーディオマニアが真空管アンプを自作する例もよく見られる。これらのオーディオ用真空管は、中国や東欧諸国などで2013年現在も製造が続けられているほか、2010年に日本の高槻電器工業が35年ぶりにTA-300B、TA-274Bとして生産が行われており、2015年に日本のコルグとノリタケ伊勢電子が共同開発試作した蛍光表示管技術に基づく新型真空管「Nutube」が発表された。

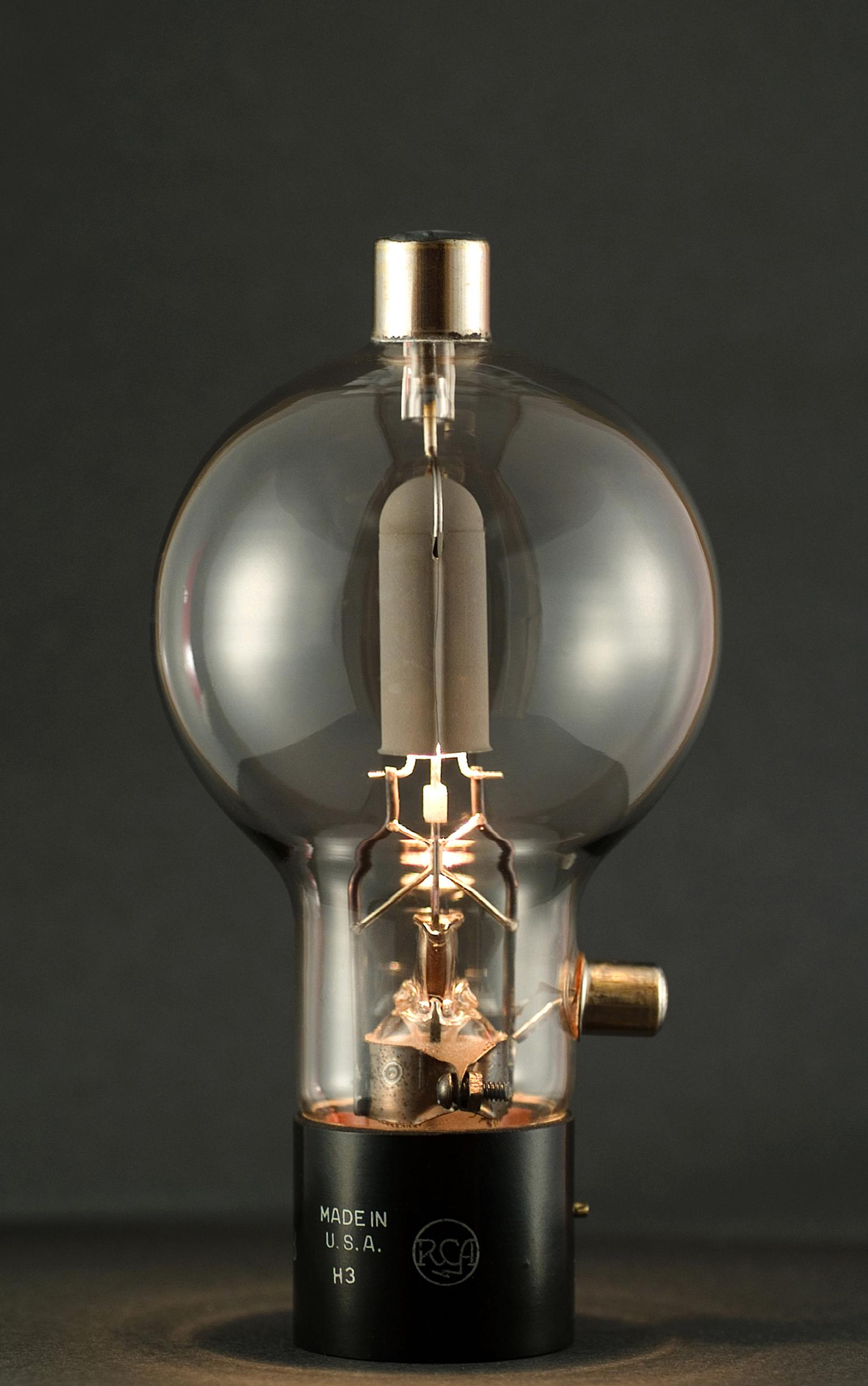
アメリカRCA製808電力増幅3極管。送信用の球だが、21世紀になってオーディオアンプへ流用例が「MJ無線と実験」誌等に掲載されている

数段の比較的簡単な構成の増幅回路でも、オーディオ用真空管を用いると、特に直線増幅範囲を超える入力（過大入力）に対し、個性的な歪出力を得られることから、特にギターアンプでは、セミプロ〜プロ用の多くの機種が真空管方式を採用している。このため21世紀でも量産を続けているロシア（リフレクターJSCやスベトラーナJSC）、スロヴァキア（JJ-エレクトロニック社）、中国（曙光電子社）などの生産数は増加傾向にある。
これらのオーディオ用真空管の一部には、その型番は同じでもオリジナルのものよりも最大定格（特にプレート損失、プレート電圧など）が改良された製品が供給されている。しかし、例えば長期信頼性や残留ノイズなどの面ではほとんど改善されておらず、むしろオリジナルのものより劣っているものも散見される。オーディオ用真空管は、その全盛期には家庭用オーディオセットから、通信・放送機器用をはじめ軍事・医療用といった高い信頼性を求められる分野まで汎用されていたが、21世紀においては趣味、嗜好品としての用途が大半である。
工業製品である以上、真空管は同じ型番であっても特性のばらつきがあるが、半導体製造ほど大きな製品偏差幅ではないため、トランジスタのように製造後に増幅特性によって区分けし出荷するようなランク付けはなされない。したがって使用機器側、すなわち機器設計の段階において、そのばらつきを考慮して回路に余裕を持たせ、必要な調整箇所を設けるのが普通である。全盛時代には、信頼性（寿命・耐震性など）や残留ノイズ・ヒータの立ち上がり時間の規定などによって、同じ型番の真空管でも枝番を付けたり用途記載して販売が行われていた（例えば「通信用」はロット管理やライン管理で信頼性を向上させたもの、「Hi-Fi（）」は主にローノイズ管であった）。また真空管は使用に伴って、ヒーターは白熱電球と同じく消耗、カソードのエミッション（電子放出量）特性は徐々に減少、管内の真空度は低下、電極封止部の絶縁は低下するというように特性が変化（劣化）するため、多くの真空管が実用に供されていた頃、業務用途ではチューブ・テスター（チューブ・チェッカー、真空管試験機）と呼ばれる専用の測定器を備え付けて、定期的にその特性（消耗度）を確認しながら用いていた。2013年現在でも同じ型番の真空管で、製造社の違いなどによってその良し悪しを言われることがあるが、これは製造社や供給社の選別基準（個体差をどこまで許すか）のほか、もともとの真空管の使用材料などに起因する特性変化の程度や寿命の長短を指しての評価も含まれている。
真空管の製造工場では、全数特性検査を行い合格品のみを出荷している。しかし21世紀以降のオーディオ用真空管は高級志向となり、その合格品を更にセットメーカーや商社が特性検査で選別したものを販売している場合も少なくない（特にギターアンプ用真空管で顕著）。これらの供給社はアメリカを中心に多数存在しており、代表的なのはグルーブ・チューブズ社やルビー社などである。これらの供給社独自の規格に基づき再検査（選別）がなされ、合格品はその供給社のブランドで主に楽器店で販売されている（インターネットなどでの通信販売も行われている）。一般に供給社の規格は非常に厳しく設定されており、選別漏れした製品についても十分実用となるため（もともと製造工場での合格品であるから当然である）、秋葉原の他の店などで販売されていることがある。しかし選別漏れしたオーディオ用真空管と合格品と比べると、微妙な音質の違いが聴感上でも感じられることもある。
プッシュプル増幅回路では、特性が概ね揃っているものを2個用いるのが望ましく、製造工場・商社・販売店のいずれかで特性が近いものを選別して2個1セットとして販売されている。これをペア・チューブ（ペア・トロン）などと呼ぶ。
真空管は強い振動、衝撃により、内部電極の位置が変わり、特性が変わってしまうことがある。特に旧型の真空管や精密な内部構造を持つものなどの場合、内部で電極やヒーターがタッチして使えなくなることもある。例えば大型の送信管、光電子増倍管などはその輸送時の梱包は特に厳重にされる。
輸送中のみでなく、一般的にその通電使用中はさらに振動・衝撃に弱い。
また、一般的に小型のガラス製オーディオ用真空管は電球と同じく、鉛ガラスまたは石灰ガラスによって作られているものが多く、また概ね1950年代を境にしてガラス管のつくり（特にガラスの厚さ）の管理と検査が徹底されるようになったことから、オーディオ用真空管ではまず心配はないが、1950年代以前に製造された古い真空管を使用する場合、ガラスの厚みにばらつきのあるものがあり、素手でガラス面を触るなどして油脂汚れを付着させた状態で使用すると、割れることがある。
真空管の特性が安定するまでには、ある程度の使用が必要なので、直流増幅器などの精密な調整の必要な回路に新品の真空管を使用する場合では、しばらく使用して特性が安定した後、使用者側で回路の再調整を行う必要がある。真空管の特性を安定させるために真空管を一定の条件で使用状態に置くことを「エージング」という。ほぼ全ての真空管はその工場出荷時に規定のエージングを完了させ、すぐにその性能がほぼ発揮できるようにしてあるが、精密、繊細な性能を要求するものについては、加えて使用者の機器に実装して短時間のエージングを行い、特性が安定した後、回路の微調整を行う。ただし通常の真空管アンプにおいてこれを要求するものは少ない。

## 高信頼管

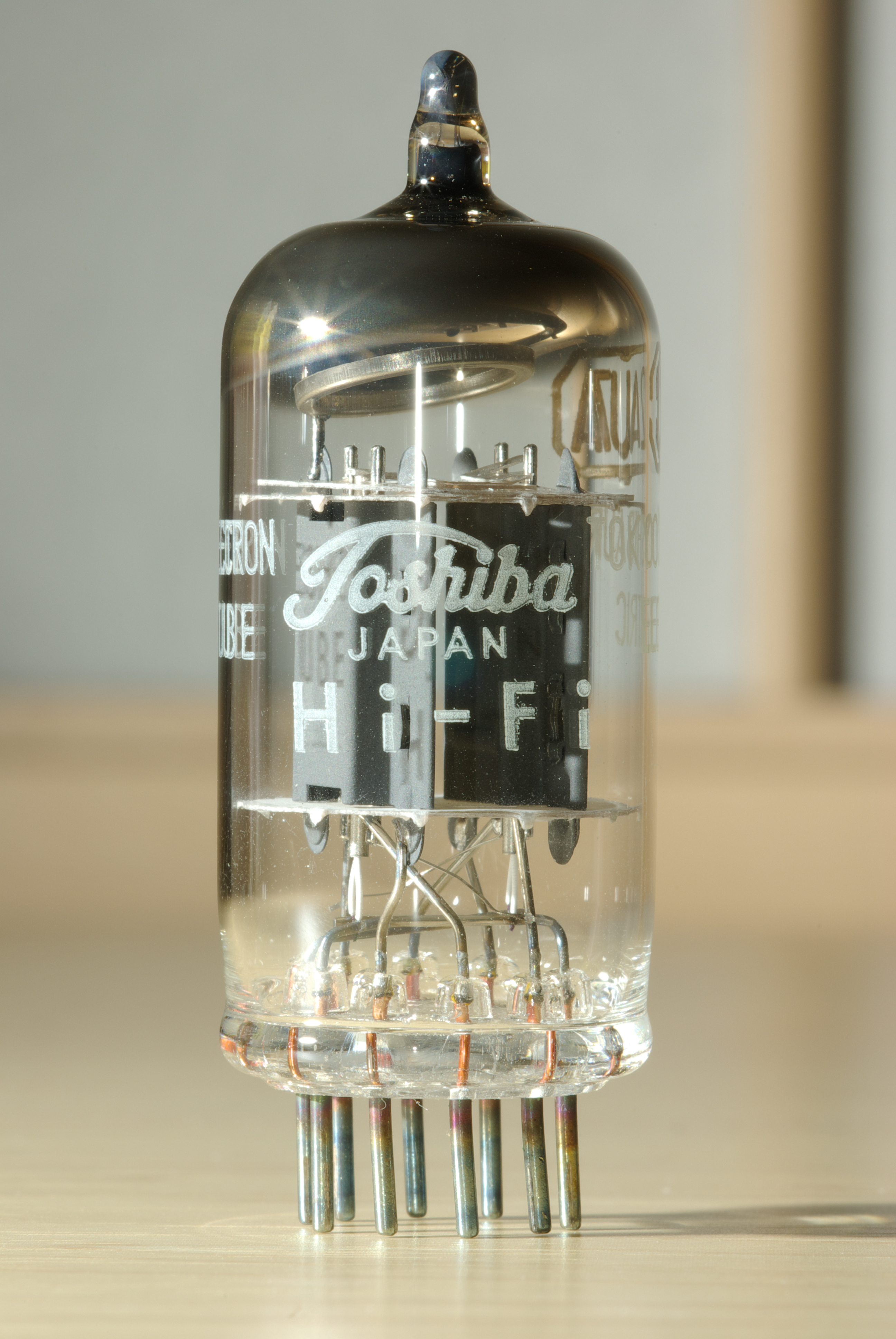
Hi-Fi真空管の一例、東芝製12AU7A

高信頼管は上記の合格品からさらに特性別で選別したものや、ラインやロットの管理、精度の高い部品使用を行っている。官公庁や研究所の機器、無線機器、軍事、医療向けの真空管となっている。軍用の高信頼管は一般に数字表記となっている（例 : 6BA6は5749、6AQ5は6005）。これらの真空管は一般では高価かつ入手が難しいものだったが、1990年代以降は軍の放出や倉庫在庫の流通によって比較的安価である。
また高信頼管に似たものに堅牢管が存在する。振動や衝撃に耐えうるように設計、製造された真空管で、真空管名の末尾にWがつく（例 : 6BA6W）。尚、高信頼と堅牢の双方を備えた真空管も存在する（例 : 5749W）。こちらは軍用である場合が多い。
軍用の高信頼管は一般的に無地の箱に真空管名、メーカー名、製造国、梱包日、オーダー元が明記してあり、それらとともに乱数状の数字コードが書かれている。米軍向け真空管はJAN規格に基づくためJAN 5749Wのように表示される。英国軍用は同様にCV規格が存在する。またCVという表示はオーダー元表示に米軍でも用いることがある。オーダー元は基地や部隊コードの他、空軍ではP-51 等使用する機体名と機体番号が書かれる。梱包日はOCT1951や89/02などと表示される。軍用管は多数の真空管メーカーの入札制によって発注するため、箱の中の真空管メーカーが一致しないことがある。
ごく稀にNOS品として白丸に航空検や桜のマークに航空検と印字された真空管が流通しているが、前者は航空機向けに航空会社や旧運輸省が試験した真空管、後者は航空自衛隊が選別したことを示すものでメーカーが選別した真空管（高信頼管）をさらに選別し、特性を規定値以上に揃えたものである。同様に日本放送協会を示すNHKと印字した真空管が存在しているが、こちらも放送機材向けに選別した真空管である。NOS品や中古球として流通しているがこれら放出品はすべて一定の条件によって使用・交換されたものである。価格は捨て値同然のものからオーディオ用ペア管に相当する高額なものまで存在している。
一般向けの高信頼管はアマチュア無線用に通信用、測定機向けに測定用、双方に利用できる通測用、オーディオ向けのHi-Fi（）、Hi-S が存在する他、ただ単に高信頼と書かれる場合もある。東芝、松下、TEN等各社から販売され価格は一般用と大差はなかった。2013年現在の販売価格もオーディオ向けを除き汎用（通常の真空管）と大差ない。
真空管名末尾の記号表示には堅牢管のWの他、傍熱管でヒーターが13秒で完全点灯することを示したAが存在する。こちらは21世紀現在、オーディオ向け真空管によく見られる（例 : 12AU7A）。
以上の真空管はそれぞれの用途向けに製造、選別した真空管ではあるが、他の用途にも使用しても全く問題ない。